# House of Pain
House of Pain es un grupo estadounidense de Hip hop con raíces irlandesas de principio de los 90 formada por los raperos: Everlast, Danny Boy y el productor: DJ Lethal. El grupo es principalmente conocido gracias a su sencillo: «Jump Around», proveniente de su álbum debut: House of Pain (Fine Malt Lyrics) lanzado el 21 de julio de 1992.

## Miembros
- Erik "Everlast" Schrody: Vocalista principal
- Danny "Danny Boy" O’Connor: Vocalista de apoyo
- Leor "DJ Lethal" Dimant: DJ

## Biografía

### Raíces
Everlast era un adolescente con influyentes contactos en el mundo del hip hop, ya que era miembro del Rhyme Syndicate de Ice-T conformado también por sus amigos de colegio Divine Styler y Bronx Style Bob. Era bastante conocido en la escena underground por su particular flow y su habilidad para las improvisaciones. En 1990, con 21 años, lanzó el que sería su primer intento de triunfar en el mundo del rap, el Forever Everlasting (Sire/Warner Bros), pero este no tuvo la repercusión esperada, lo que le llevó a tomar la decisión de abandonar este grupo y buscar nuevos aliados para crear un nuevo proyecto, más acorde a sus gustos e influencias.
Con esta finalidad nace en 1991 House of Pain, teniendo como compañeros a sus amigos Danny Boy O'Connor y DJ Lethal Dimant, el cual le había acompañado también como dj en su corta carrera como solista.

### Inicio
El 21 de junio de 1992 sale a la venta el álbum de debut House of Pain (Fine Malt Lyrics) (Tommy Boy Records), que contiene colaboraciones sobre todo en la producción de DJ Muggs del grupo Cypress Hill, siendo otros colaboradores DJ Ralph M de Funkdoobiest, Pete Rock, B-Real, también de Cypress Hill en el tema "Put Your Head Out" y el productor de Nirvana, Butch Vig. El Hit «Jump Around» ayuda al que el trío sea conocido a nivel nacional e internacional, y el álbum llegó a ser disco de platino.
Como curiosidad, cabe destacar que «Jump Around» fue versionado dos veces por Pete Rock, una en la que rapeaba un párrafo suyo y otra en la que este no se incluía. Además, la línea de bajo fue sampleada por la cantante de soul Amy Winehouse en su canción "You Know I'm No Good"." 

### Carrera
Everlast en ese tiempo era ya un rapero reconocido y respetado en la escena, y por esta razón es invitado para participar en el remix de la canción "Wainting" de Madonna. DJ Lethal crea beats y producciones para Funkdoobiest, Sick of It All y The Whooliganz. El grupo actúa y contribuye con una canción del mismo nombre en la película Who's the Man?. Salen de gira con varios grupos asociados al Soul Assassins; también con los Rage Against The Machine y los Beastie Boys, quienes fueron una gran influencia para ellos.
El 28 de junio de 1994 sale a la venta su segundo LP, tìtulado Same as It Ever Was, que contiene producciones de DJ Lethal, DJ Muggs, Tha Baka Boyz y Diamond D ( del colectivo D.I.T.C del Bronx, Nueva York). Su primer sencillo, «On Point», obtuvo gran popularidad y gracias a este consiguieron llegar al #12 en la posición de la Billboard 200 chart, aunque no obtuvo la misma acogida que el clásico «Jump Around».

### Ruptura
El 10 de octubre de 1996, se lanza el tercer LP del grupo tìtulado Truth Crushed Earth Shall Rise Again, que no obtuvo ventas masivas como sus predecesores. En este trabajo la producción recayó enteramente en manos de DJ Lethal (que también fue el creador de todas las bases del álbum) y Everlast, sumando las colaboraciones líricas de Divine Styler (Uno de los pioneros del hip hop underground/alternativo) y Cockni O' Dire. Los raperos Sadat-X de Brand Nubian y Gurú de GangStarr, también ayudaron a la creación de esta última pieza en la trilogía discográfica del trío, ya que poco tiempo después cada uno de sus miembros tomaría caminos diferentes.

### Proyectos personales
DJ Lethal se unió al grupo de rap metal de Jacksonville Limp Bizkit, los cuales vendieron más de 80 millones de discos. Everlast se dedicó a su carrera en solitario y, tras sufrir un ataque al corazón, lanzó en 1998 "Whitey Ford Sings the Blues", que incluía los sencillos "What It's Like" y "Ends", que entraron en los Top 10, y por el que fue premiado con un Grammy. Danny Boy creó X-Supermodels, una productora de grupos underground. Todos ellos han continuado haciendo música y vinculados al negocio, con mayor o menor éxito.

### Futuro
El trío se juntó después de 10 años, bajo el nombre de La Coka Nostra, añadiendo raperos como Kaves de Lordz of Brooklyn, Ill Bill de Non Phixion, Slaine de Special Teamz y Big Left del DMS. Este nuevo grupo sacó su primer LP en julio del 2009 llamado A Brand You Can Trust.

## Discografía

### Álbumes de estudio
- 1992 - House of Pain (Fine Malt Lyrics)
- 1994 - Same As It Ever Was
- 1996 - Truth Crushed to Earth Shall Rise Again

### Álbumes recopilatorios
- 1995 - Greatest Hits Mini-CD
- 2004 - Shamrocks & Shenanigans (The Best of House of Pain and Everlast)
- 2006 - Rhino Hi-Five: House of Pain

### EPs
- 1994 - Legend
- 1996 - The Unreleased EP

### Sencillos
| Año  | Título                      | Mejor posición en listas | Mejor posición en listas | Mejor posición en listas | Mejor posición en listas | Certificación                | Álbum                                   |
| Año  | Título                      | EUA                      | EUA R&B                  | EUA Rap                  | R.U.                     | Certificación                | Álbum                                   |
| ---- | --------------------------- | ------------------------ | ------------------------ | ------------------------ | ------------------------ | ---------------------------- | --------------------------------------- |
| 1992 | «Jump Around»               | 3                        | 14                       | 5                        | 8                        | - EUA: Platino - R.U.: Plata | House of Pain (Fine Malt Lyrics)        |
| 1992 | «Shamrocks and Shenanigans» | 65                       | 74                       | —                        | 23                       |                              | House of Pain (Fine Malt Lyrics)        |
| 1993 | «Who's the Man?»            | 96                       | 77                       | —                        | —                        |                              | Banda sonora de Who's the Man?          |
| 1993 | «Just Another Victim»       | —                        | —                        | —                        | —                        |                              | Banda sonora de Judgment Night          |
| 1994 | «On Point»                  | 85                       | 103                      | 40                       | 19                       |                              | Same as It Ever Was                     |
| 1994 | «It Ain't a Crime»          | —                        | —                        | —                        | 37                       |                              | Same as It Ever Was                     |
| 1995 | «Over There Shit»           | —                        | —                        | —                        | 20                       |                              | Same as It Ever Was                     |
| 1996 | «Fed Up»                    | —                        | 107                      | —                        | 68                       |                              | Truth Crushed to Earth Shall Rise Again |
| 1996 | «No Doubt»                  | —                        | —                        | —                        | —                        |                              | Truth Crushed to Earth Shall Rise Again |
| 1996 | «Pass The Jinn»             | —                        | —                        | —                        | —                        |                              | Truth Crushed to Earth Shall Rise Again |
| 1998 | «Jump Around (2000 Mix)»    | —                        | 114                      | —                        | —                        |                              | Sencillo sin Álbum                      |

## Videos Musicales
| Título                      | Director         | Álbum                                   |
| --------------------------- | ---------------- | --------------------------------------- |
| "Jump Around"               | David Perez      | House of Pain (Fine Malt Lyrics)        |
| "Shamrocks and Shenanigans" | Frank Sacramento | House of Pain (Fine Malt Lyrics)        |
| "Who's the Man?"            | Frank Sacramento | Banda Sonora de Who's The Man?          |
| "On Point"                  | Frank Sacramento | Same As It Ever Was                     |
| "Legend"                    | Frank Sacramento | Legend                                  |
| "Fed Up"                    | Frank Sacramento | Truth Crushed To Earth Shall Rise Again |